# Miltochrista excelsa
Miltochrista excelsa là một loài bướm đêm thuộc phân họ Arctiinae, họ Erebidae.